# Dreams or Demons
Dreams or Demons er en dansk eksperimentalfilm fra 2015 instrueret af Lisa Svelmøe.

## Handling
En kvinde frigør sig fra nutidens kropsideal.

## Medvirkende
- Karoline Bruun-Sørensen
- Katja Krarup Andersen